# Hyloconis wisteriae
Hyloconis wisteriae là một loài bướm đêm thuộc họ Gracillariidae. Nó được tìm thấy ở Nhật Bản (Sikoku và Kyusyu).
Sải cánh dài 5–6 mm. Ấu trùng ăn Wisteria floribunda. Chúng ăn lá nơi chúng làm tổ.